# Melikan (Wedi)
Melikan is een bestuurslaag in het regentschap Klaten van de provincie Midden-Java, Indonesië. Melikan telt 3103 inwoners (volkstelling 2010).